# Christopher Jacob Boström
Christopher Jacob Boström (født 1. januar 1797 i Piteå, død 22. marts 1866 i Uppsala) var en svensk filosof, farbror til Erik Gustaf Boström.
Boström blev student 1815, drog til Uppsala og måtte flere år ernære sig som huslærer på landet, hvorfor han først 1824 fik sin magisterkonferens. I 1827 blev han docent i filosofi, og 1842 opnåede han et ordinært professorat, fra hvilket han 1863 tog sin afsked.
Boströms filosofi kaldes "rationel idealisme"; han er påvirket af Platon, af den mystiske side ved Spinozas filosofi, af Leibniz og navnlig af den tyske romantik. Hans mål er det samme som Hegels: at give en fortolkning af tilværelsen ud fra "det Absolutte" (Gud) og ordne de forskellige filosofisk (og flere andre) videnskaber i et bestemt system sammen med teologien.
Men Boström er mere hegelsk end Hegel selv. Det var Hegels storhed, at han egentlig kom til at betragte "det Absolutte" som identisk med selve verdensudviklingen; Boström vil se det som en evig og uforanderlig personlighed uden for tid og rum, hvis tanker er de endelige ånder, der set under "evighedens synspunkt" befinder sig i en absolut (præstabileret) harmoni.
Boström har ikke skrevet mange filosofiske værker, men har dog øvet en meget stor indflydelse i Sverige og har en vigtig rolle i den svenske filosofis historie.